# NSG Hetter-Millinger Bruch, mit Erweiterung
NSG Hetter-Millinger Bruch, mit Erweiterung este o arie protejată (arie specială de conservare — SAC, sit de importanță comunitară — SCI) din Germania întinsă pe o suprafață de 660,77 ha, integral pe uscat.

## Localizare
Centrul sitului NSG Hetter-Millinger Bruch, mit Erweiterung este situat la coordonatele 51°50′49″N 6°20′42″E / 51.8469°N 6.345°E.

## Înființare
Situl NSG Hetter-Millinger Bruch, mit Erweiterung a fost declarat sit de importanță comunitară în martie 2001 pentru a proteja un număr necunoscut de specii din flora spontană și fauna sălbatică aflate în arealul zonei. Situl a fost protejat și ca arie specială de conservare în august 2012.

## Biodiversitate
Situată în ecoregiunea atlantică, aria protejată conține 3 habitate naturale: Lacuri eutrofice naturale cu vegetație de tip Magnopotamion sau Hydrocharition, Cursuri de apă de la nivel de câmpie la nivel montan, cu vegetație Ranunculion fluitantis și Callitricho-Batrachion, Fânețe de joasă altitudine (Alopecurus pratensis, Sanguisorba officinalis).
La baza desemnării sitului se află un număr nedeclarat de specii protejate.
Pe lângă speciile protejate, pe teritoriul sitului au mai fost identificate 15 specii de plante, 1 specie de amfibieni, 1 specie de nevertebrate.